# Виндоланда
Виндоланда (лат. Vindolanda) — древнеримский укреплённый военный лагерь (ка́струм) на севере Англии, близ вала Адриана. По данным раскопок, лагерь построен для отражения набегов пиктов около 85 г. н. э. и оставался под римским управлением до конца IV века н. э., но и после этого был обитаем. Лагерь стоял на важной дороге, соединявшей римское поселение Лугувалиум (ныне Карлайл) с военным лагерем Кория (ныне Корбридж). Виндоланда знаменита, в первую очередь, найденными в ней деревянными табличками, проливающими свет на быт древнеримской провинции. Это одни из древнейших письменных документов, обнаруженных на территории Великобритании (немногим старше их лишь римские таблички, найденные в 2013 году в Лондоне).

## История
Виндоланда была построена около 85 года, первоначально из дерева и торфа. Впоследствии лагерь неоднократно перестраивался и расширялся, сначала в дереве, затем в камне (со второй половины II века). Строителями и обитателями лагеря были ауксилии — вспомогательные подразделения римской армии, набиравшиеся из жителей покорённых территорий: первоначально I когорта тунгров, затем IX когорта батавов, затем снова I когорта тунгров, позднее II когорта нервиев, а с 213 года — IV конная когорта галлов. Гарнизон лагеря достигал 1000 человек.
В 122—128 гг. в полутора километрах к северу от Виндоланды был построен вал Адриана. Постепенно к западу от стен лагеря выросло гражданское поселение, вероятно, снабжавшее гарнизон продуктами и ремесленными изделиями. Рядом с лагерем был построен банный комплекс.
В 274—280 гг. лагерь и поселение были покинуты; лагерь был отстроен заново около 300 года, но в поселение люди не вернулись. Последний централизованный ремонт лагеря относится к началу 370-х. Однако и после ликвидации в 410 году римского протектората над Британией лагерь оставался обитаемым. Жители покидали его и возвращались несколько раз на протяжении раннего Средневековья; окончательно территория была заброшена около 900 года.
Виндоланда дважды упоминается в документах раннего Средневековья: в Notitia Dignitatum (конец IV или начало V века) и в «Равеннской космографии» (ок. 700 года). Следующее упоминание о лагере, точнее, о его руинах, встречается в XVI веке в сочинении «Британия» Уильяма Кэмдена (1586).
Археологическое исследование Виндоланды началось в XIX веке и продолжается по сей день. За этот период обнаружены тысячи артефактов.

## Описание

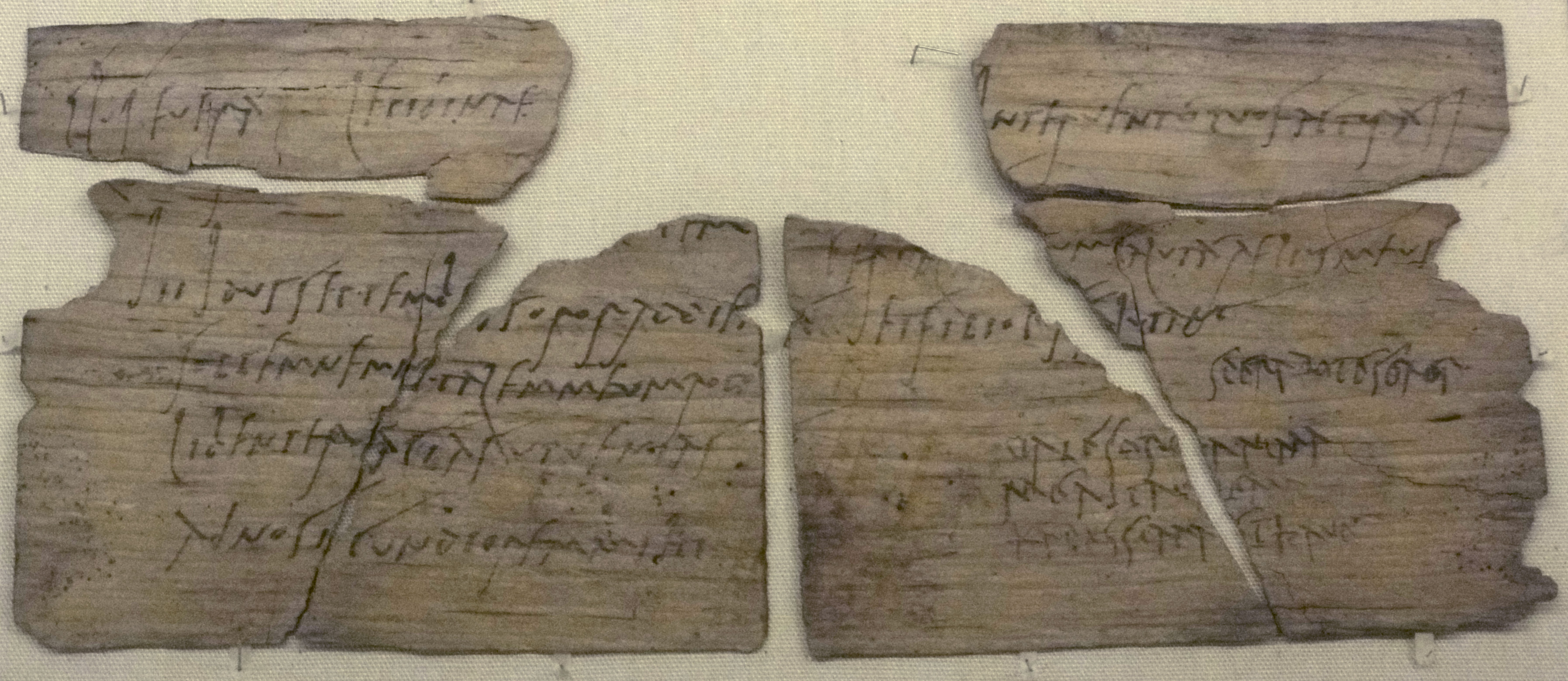
Табличка из Виндоланды № 291

Лагерь III века, руины которого видны сегодня, занимал прямоугольную территорию 155×100 метров, огороженную каменной стеной со сглаженными углами. Над стеной возвышались башни. С четырёх сторон в стене были обустроены ворота: северные выходили на дорогу, западные — к викусу (гражданскому поселению).
В центре лагеря располагался квадратный в плане принципий (штаб), по сторонам от него стояли хорреум (зернохранилище) и преторий (дом военачальника). Основную площадь занимали солдатские казармы. В северо-западном углу находился храм Юпитера Долихена, в северо-восточном углу располагалась цистерна (водохранилище).

## Значимость

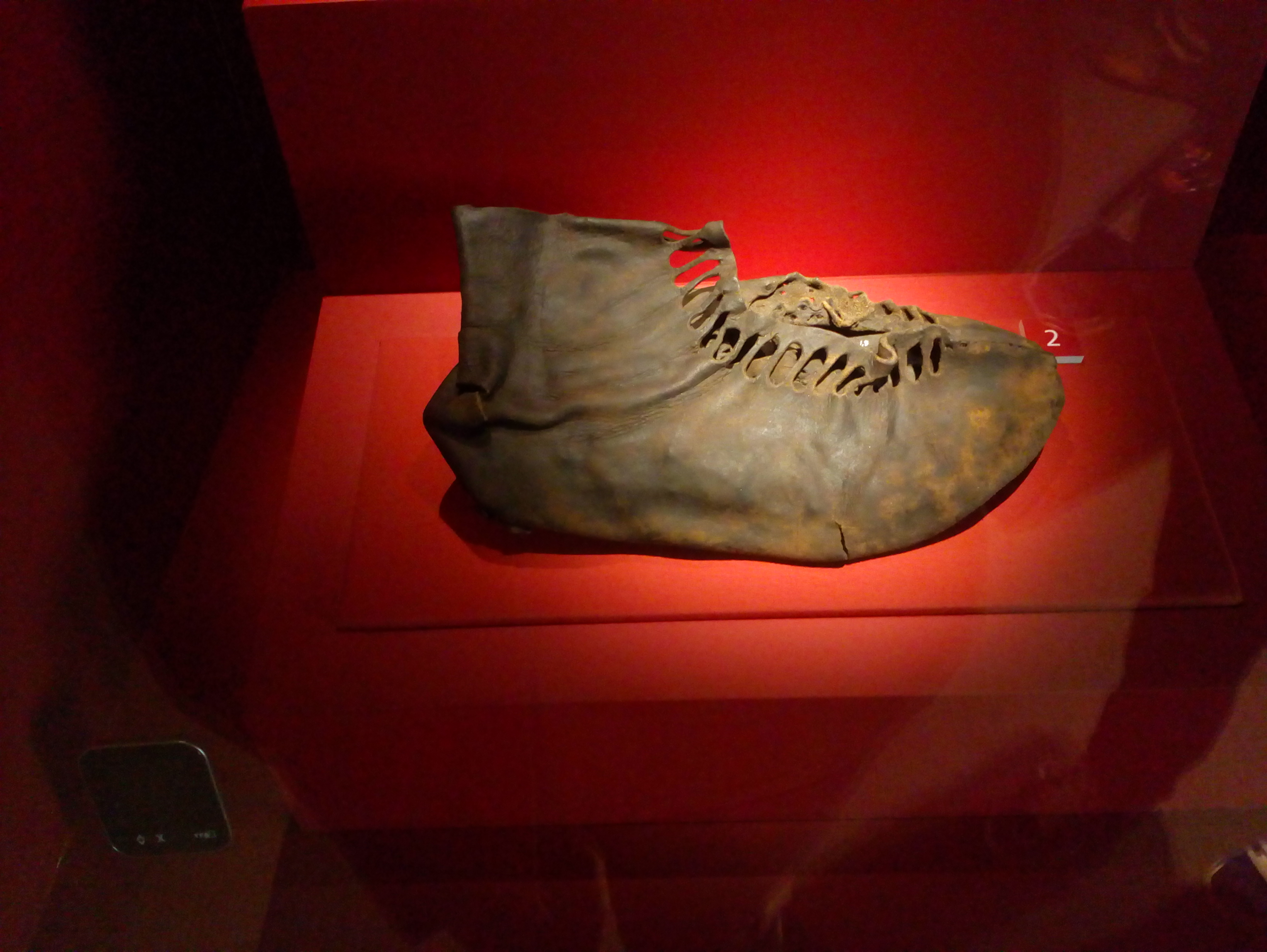
Древнеримская кожаная обувь из Виндоланды

Уникальность Виндоланды обусловлена свойствами влажной глинистой почвы этих мест. Подобно почвам Великого Новгорода, сохранившим берестяные грамоты, она способствовала консервации органических материалов, которые в иных условиях бесследно истлели бы: дерево, кожа, ткань и т. д.
В 1973 году в Виндоланде обнаружены первые деревянные таблички, исписанные угольными чернилами. Большинство табличек относится к концу I — началу II в. н. э., к периоду правления императоров Нервы и Траяна. Таблички являются беспрецедентным по древности и объёму источником информации о повседневной жизни римского лагеря у северной границы империи. По состоянию на 2010 год, было расшифровано и опубликовано содержание 752 табличек.
Среди других значимых находок, сделанных в Виндоланде, — кожаная обувь, предметы одежды, деревянные игрушки, боксерские перчатки, деревянное туалетное сиденье и множество других предметов быта.

## Музей
Территория раскопок открыта для посещения, часть находок экспонируется в местном музее.